# フィル・ゴフ
フィル・ゴフ（Phil Goff、本名：Philip Bruce Goff、1953年6月22日 - ）は、ニュージーランドの政治家。オークランド市長（第2代）。元ニュージーランド労働党党首（第12代）。

## 来歴
オークランド出身。パパトェトェ高校卒業。家庭が貧しかったため、16歳で実家を離れ、冷凍倉庫会社での季節労働や掃除夫をしながら大学へ進学する。1973年にオークランド大学バターワース賞（法学）を獲得し、上席研究員として政治学を教える。1975年から1979年までオークランド大学講師。1979年にオークランド大学政治学修士号を取得。1980年から1981年までの2年間、保険労働者協会の組合員として労働組合の仕事に従事する。

### 政治活動
1969年、16歳の時にニュージーランド労働党に入党した。党内の仕事に従事し、1981年の議会総選挙にロスキル地区より出馬し初当選を果たす。1984年の総選挙で労働党は政権を奪還し、ゴフは住宅大臣・雇用大臣として初入閣する。1987年の総選挙後は青少年問題担当大臣 兼 観光大臣に就任し、その後、教育大臣に就任する。
1990年の総選挙ではロジャーノミクスの失態により労働党は大敗し、ゴフ自身も議席を失う。1991年から1993年までオークランド工科校（現在のオークランド工科大学）に職位を得て上席講師に就任。1992年、英国連邦奨学生としてオックスフォード大学ナフィールドカレッジ留学中に総選挙に再出馬する意向を持つ。
1993年の総選挙で政界へ復帰する。ヘレン・クラークが労働党新党首に就任、ゴフを法務報道官に起用する。この頃より党内反主流派と行動を共にし、1996年にはクラークの党首辞任を要求する。クラークは党首に留まり、側近たちはゴフの更迭を要求するも、クラークはゴフの更迭を見送る。1996年の総選挙ではニューリン地区より出馬し当選するも、比例名簿入りは見送られた。 
1999年の総選挙で労働党は政権を奪還し、ゴフはマウント・ロスキル地区（選挙区名変更）から出馬し再選を果たす。クラークはゴフを外交貿易大臣 兼 法務大臣に起用する。2002年より環太平洋問題担当大臣を兼務する。2005年にウインストン・ピータースが外務大臣に就任したため、国防大臣 兼 貿易大臣 兼 軍縮管理担当大臣 兼 貿易交渉担当副大臣に就任する。

### 労働党党首
2008年の総選挙で労働党は野党に転落し、クラークは党首を辞任する。労働党議員総会を経て、2008年11月11日に第12代党首に就任する。しかし国民的な人気を博するジョン・キー国民党党首を前に劣勢な状況は続き、2011年の総選挙で労働党は9議席を失う。同年11月29日の労働党議員総会を経て、同年12月13日付けで労働党党首を辞任すると発表した。党首辞任後は労働党防衛担当報道官 兼 貿易担当報道官 兼 民族問題担当報道官 兼 退役軍人担当報道官 兼 外交問題担当副報道官に就任した。

### オークランド市長
2010年11月の行政区画再編後、初代オークランド市長を務めたレン・ブラウンが2期目の任期満了後に退任を発表。ゴフは2015年11月に翌2016年10月に投開票されるオークランド市長選挙へ出馬する意向を正式発表した。2016年10月8日の同選挙では圧倒的な知名度で圧勝し、第2代オークランド市長に当選した。